# إدوارد لاكمان
إدوارد لاكمان (بالإنجليزية: Edward Lachman)‏ (و. 1948 – م) هو مصور سينمائي، ومخرج سينمائي من الولايات المتحدة الأمريكية.

## التعليم
تعلم في جامعة هارفارد، وجامعة أوهايو، وجامعة تور ‏.

## وصلات خارجية
- إدوارد لاكمان على موقع IMDb (الإنجليزية)
- إدوارد لاكمان على موقع قاعدة بيانات الأفلام العربية
- إدوارد لاكمان على موقع ألو سيني (الفرنسية)
- إدوارد لاكمان على موقع أول موفي (الإنجليزية)
- إدوارد لاكمان على موقع بوكس أوفيس موجو (الإنجليزية)
- إدوارد لاكمان على موقع قاعدة بيانات الأفلام السويدية (السويدية)
- إدوارد لاكمان على موقع ديسكوغز (الإنجليزية)
- إدوارد لاكمان على موقع قاعدة بيانات الفيلم (الإنجليزية)
- إدوارد لاكمان على موقع كينوبويسك (الروسية)